# 1500 Broadway
1500 Broadway es un rascacielos ubicado en Times Square, Nueva York. Fue terminado en 1972 por Arlen Realty & Development Corporation, con una altura de 119 m y 34 pisos. Es famoso por la pantalla de cinta de teletipo NASDAQ de siete pisos que envuelve el edificio y por el estudio con fachada de vidrio del programa de televisión Good Morning America de ABC.
Reemplazó al Hotel Claridge que ocupó un lugar destacado en la película Midnight Cowboy de 1969. El 1500 Broadway ocupa una cuadra entera en el lado este de Broadway entre las calles 43 y 44, y comprende 46 451 m² de oficinas y locales comerciales. La propiedad fue adquirida por Tamares Group en 1995.
Los inquilinos incluyen ABC Studios, Disney, NASDAQ, Sunrise Brokers LLC, Hewitt Associates, Fair Isaac, Starbucks, Essence Magazine, Edelman Public Relations Worldwide e IIG Capital. El periódico en idioma inglés con sede en Beijing China Daily publica una edición estadounidense que también tiene su sede en 1500 Broadway.

## Estudios de Times Square
El edificio 1500 Broadway ha sido sede de ABC Studios y Times Square Studios desde 1985. Times Square Studios es un estudio de televisión ubicado en Times Square, Nueva York. El estudio es más conocido como el hogar de Good Morning America de la cadena de televisión ABC.